# Parachromis
Parachromis és un gènere de peixos pertanyent a la família dels cíclids.

## Distribució geogràfica
Es troba a Centreamèrica, incloent-hi els llacs Nicaragua i Managua.

## Taxonomia
- Parachromis dovii (Günther, 1864)[4]
- Parachromis friedrichsthalii (Heckel, 1840)[5]
- Parachromis loisellei (Bussing, 1989)[6]
- Parachromis managuensis (Günther, 1867)[7]
- Parachromis motaguensis (Günther, 1867)[7][8][9][10][11][12][13]